# 高瞻 (教育课程)
高瞻（HighScope）是一种早期教育课程，20世纪60年代起源于美国密歇根州伊普西兰蒂，目前已发展到多个国家。
高瞻课程的哲学理念是基于皮亚杰和杜威的儿童发展理论；在教学实践中，高瞻课程借鉴了发展心理学家和教育家维果茨基的研究，尤其是支架式教學策略。

## 核心概念
•主动性学习
高瞻课程强调“主动参与学习”。主动学习意味着学生拥有对人、物体、事件和思想直接的一手经验。儿童的兴趣和选择是高瞻方案的核心。他们通过与世界和周围人的互动来建构自己的知识。在主动性学习情境中，成人用不同的材料和相互培育来拓展儿童的思维。
•日常活动流程
高瞻教室遵循一个可预测的事件序列，称为日常活动流程。高瞻教室的日常活动流程包括计划 – 工作-回顾，小组和大组时间，户外活动时间, 过渡时间，吃饭和休息时间。
•计划 – 工作-回顾
高瞻方法的一个关键组成部分是计划 – 工作 - 回顾序列。儿童首先计划他们想要用什么什么材料，想要做什么，想要和谁一起做（可在正式或非正式的小组内）。一旦他们制定了一个计划，虽然是模糊的，就可以去做。在此环节之后，儿童要讨论他们做了什么，与他们计划的是相同还是不同。
•成人-儿童互动
成人和儿童之间的共同控制是高瞻课程的中心。
•关键发展指标
高瞻课程内容分为八个领域：（1）学习方法（2）语言，读写与交流;（3）社会和情感发展；(4) 身体发展和健康（5）数学（6 ）科学与技术;（7）社会研究;及（8）创造性艺术。这些内容领域内有58个关键发展指标（KDIs）。关键发展指标是对年幼儿童重要学习领域中可观察行为的描述。
•评估
高瞻用全面的观察评估儿童的发展。高瞻教师对儿童日常言行进行轶事记录。一年几次，老师进行回顾，使用评估工具对每个儿童在六个发展领域进行评价。评价分数帮助教师设计适应发展的学习机会，也可以用来解释儿童的进步。